# ریچل (نوادا)
ریچل، نوادا (به انگلیسی: Rachel, Nevada) یک سکونتگاه مسکونی در ایالات متحده آمریکا است که در شهرستان لینکلن، نوادا واقع شده‌است.

## خصوصیات
ریچل ۱۹٫۸ کیلومترمربع مساحت و ۵۴ نفر جمعیت دارد و ۱٬۴۷۵٫۲۵ متر بالاتر از سطح دریا واقع شده‌است.